# Théorème de préparation de Weierstrass
Pour les articles homonymes, voir Théorème de Weierstrass.
En mathématiques, le théorème de préparation de Weierstrass désignait dans un premier temps un outil utilisé dans la théorie des fonctions analytiques de plusieurs variables complexes. L'énoncé et les preuves ont par la suite été généralisés à un cadre purement algébrique : le théorème désigne maintenant un résultat d'algèbre commutative.

## Plusieurs variables complexes
Le théorème affirme qu'au voisinage d'un point P, une fonction analytique de plusieurs variables complexes est le produit d'une fonction non nulle en P, et d'un polynôme unitaire {\displaystyle f_{0}+f_{1}z+\cdots +f_{k-1}z^{k-1}+z^{k}} en l'une des variables {\displaystyle z}, où les {\displaystyle f_{i}} sont des fonctions analytiques des autres variables et vérifient {\displaystyle f_{i}(P)=0}.

## Algèbre commutative
On peut en fait se passer du caractère convergent des séries et on dispose de l'analogue pour des séries formelles : si f est une série formelle non nulle en n indeterminées à coefficients dans un corps k, alors en la voyant comme une série formelle en la dernière indéterminée on peut l'écrire d'une unique façon f = ug où u est une série formelle inversible et g est un polynôme à coefficients dans l'anneau des séries formelles en les n – 1 premières indeterminées et dont le degré est majoré par la valuation de f.
Ce résultat peut même être généralisé de la manière suivante : soit (A, m) un anneau local complet et séparé pour la topologie m-adique (c'est le rôle de {\displaystyle (k[\![\mathrm {X} _{1},\dots ,\mathrm {X} _{n-1}]\!],(\mathrm {X} _{1},\dots ,\mathrm {X} _{n-1}))} dans l'énoncé précédent) et f une série formelle à coefficients dans A telle que certains de ses coefficients ne soient pas dans m (c'est l'hypothèse f non nulle). Alors notant s le plus petit de ces coefficients, l'anneau {\displaystyle B:=A[\![X]\!]} est somme directe de fB et du A-module engendré par les s premières puissances de X.

## Cas particulier
Ce théorème possède de nombreux analogues ou variantes, encore désignés sous le nom de théorème de préparation de Weierstrass. Par exemple, on dispose du résultat suivant sur les séries formelles à coefficients dans l'anneau {\displaystyle \mathbb {Z} _{p}} des entiers {\displaystyle p}-adiques, où {\displaystyle p} est un nombre premier.
Soit {\displaystyle F=\sum _{n\geq 0}a_{n}X^{n}} une série formelle à coefficients dans {\displaystyle \mathbb {Z} _{p}}.
On suppose que {\displaystyle F} n'est pas divisible par {\displaystyle p}, c'est-à-dire qu'au moins l'un des coefficients de {\displaystyle F} n'est pas divisible par {\displaystyle p}. On note {\displaystyle k} l'entier minimal tel que {\displaystyle a_{k}} n'est pas divisible par {\displaystyle p}.
Alors il existe un polynôme {\displaystyle G} de {\displaystyle \mathbb {Z} _{p}[X]} et une série formelle {\displaystyle H} de {\displaystyle \mathbb {Z} _{p}[\![X]\!]} tels que
1. {\displaystyle F=GH}
2. {\displaystyle G} est unitaire de degré {\displaystyle k} et {\displaystyle H} est inversible dans {\displaystyle \mathbb {Z} _{p}[\![X]\!]}.

De plus, {\displaystyle G} et {\displaystyle H} sont déterminés de manière unique.
Remarque. Dans le cas particulier où {\displaystyle F} est un polynôme de degré N et 1 ≤ k ≤ N - 1, on peut montrer que {\displaystyle H} est un polynôme de degré N - k, ce qui fournit une factorisation non triviale de {\displaystyle F}. Ce résultat s'apparente au lemme de Hensel : on passe d'une factorisation dans {\displaystyle \mathbb {Z} /p\mathbb {Z} [X]} à une factorisation dans {\displaystyle \mathbb {Z} _{p}[X]}.
L'analogie avec le théorème concernant les fonctions analytiques vient du fait que les éléments de {\displaystyle \mathbb {Z} _{p}} peuvent être considérés comme des séries entières en la variable {\displaystyle p}, via le développement de Hensel.